# Bahnstrecke Giubiasco–Locarno
| S20 von Locarno nach Castione-Arbedo in Minusio |                           |                                              |                                              |
| |                           |                                              |                                              |
| Streckennummer (BAV): | 630                       |                                              |                                              |
| Fahrplanfeld: | 632                       |                                              |                                              |
| Streckenlänge: | 17,90 km                  |                                              |                                              |
| Spurweite: | 1435 mm (Normalspur)      |                                              |                                              |
| Stromsystem: | 15 kV 16,7 Hz ~           |                                              |                                              |
| Maximale Neigung: | 13 ‰                      |                                              |                                              |
| Zweigleisigkeit: | Riazzino-Cucnasco–Gordola |                                              |                                              |
| |                           |                                              |                                              |
| Streckenverlauf |                           |                                              |                                              |
| \| \| \| Gotthardbahn von Bellinzona S 10 S 20 S 50 \| \| \| \| 154,04 \| Giubiasco \| 230 m ü. M. \| \| \| \| Ceneri-Bergstrecke nach Lugano \| \| \| \| \| Brücke A2 Giubiasco (60 m) \| \| \| \| \| Ceneri-Basistunnel nach/von Lugano S 10 S 50 \| \| \| \| 156,80 \| S. Antonino \| 212 m ü. M. \| \| \| 159,48 \| Cadenazzo Endpunkt S 30 \| 208 m ü. M. \| \| \| 161,04 \| Cadenazzo Ovest \| 203 m ü. M. \| \| \| \| SBB nach Luino S 30 \| \| \| \| \| Ticino Riazzino (256 m) \| \| \| \| 163,94 \| Riazzino-Cugnasco \| 201 m ü. M. \| \| \| 166,36 \| \| 201 m ü. M. \| \| \| 164,84 \| Riazzino \| 202 m ü. M. \| \| \| 166,57 \| Gordola \| 203 m ü. M. \| \| \| \| Verzasca (101 m) \| \| \| \| 167,83 \| Tenero \| 203 m ü. M. \| \| \| \| \| \| \| \| \| Fehlerprofil +0,06 \| \| \| \| \| Mappo (heute 67 m) \| \| \| \| \| Rocca Bella (764 m) \| \| \| \| \| \| \| \| \| 170,5 \| Minusio \| 203 m ü. M. \| \| \| 171,94 \| Locarno Endpunkt S 20 \| 205 m ü. M. \| \| \| \| FART nach Domodossola \| \| |                           |                                              |                                              |
| Strecke |                           | Gotthardbahn von Bellinzona S 10 S 20 S 50   | Gotthardbahn von Bellinzona S 10 S 20 S 50   |
| Bahnhof | 154,04                    | Giubiasco                                    | 230 m ü. M.                                  |
| Abzweig geradeaus und nach links |                           | Ceneri-Bergstrecke nach Lugano               | Ceneri-Bergstrecke nach Lugano               |
| |                           | Brücke A2 Giubiasco (60 m)                   |                                              |
| Abzweig geradeaus, nach links und von links · Strecke geradeaus und quer (im Tunnel) |                           | Ceneri-Basistunnel nach/von Lugano S 10 S 50 | Ceneri-Basistunnel nach/von Lugano S 10 S 50 |
| Bahnhof | 156,80                    | S. Antonino                                  | 212 m ü. M.                                  |
| Bahnhof | 159,48                    | Cadenazzo Endpunkt S 30                      | 208 m ü. M.                                  |
| Dienststation / Betriebs- oder Güterbahnhof | 161,04                    | Cadenazzo Ovest                              | 203 m ü. M.                                  |
| Abzweig geradeaus und nach links |                           | SBB nach Luino S 30                          | SBB nach Luino S 30                          |
| Brücke über Wasserlauf |                           | Ticino Riazzino (256 m)                      | Ticino Riazzino (256 m)                      |
| Dienststation / Betriebs- oder Güterbahnhof | 163,94                    | Riazzino-Cugnasco                            | 201 m ü. M.                                  |
| Kulminations-/Scheitelpunkt | 166,36                    |                                              | 201 m ü. M.                                  |
| Haltepunkt / Haltestelle | 164,84                    | Riazzino                                     | 202 m ü. M.                                  |
| Haltepunkt / Haltestelle | 166,57                    | Gordola                                      | 203 m ü. M.                                  |
| Brücke über Wasserlauf |                           | Verzasca (101 m)                             | Verzasca (101 m)                             |
| Bahnhof | 167,83                    | Tenero                                       | 203 m ü. M.                                  |
| Abzweig geradeaus und ehemals nach links · Strecke von rechts (außer Betrieb) |                           |                                              |                                              |
| Kilometer-Wechsel · Strecke (außer Betrieb) |                           | Fehlerprofil +0,06                           | Fehlerprofil +0,06                           |
| Brücke · Brücke (Strecke außer Betrieb) |                           | Mappo (heute 67 m)                           | Mappo (heute 67 m)                           |
| Tunnel · Strecke (außer Betrieb) |                           | Rocca Bella (764 m)                          | Rocca Bella (764 m)                          |
| Abzweig geradeaus und ehemals von links · Strecke nach rechts (außer Betrieb) |                           |                                              |                                              |
| Bahnhof | 170,5                     | Minusio                                      | 203 m ü. M.                                  |
| Kopfbahnhof Streckenanfang (im Tunnel) · Kopfbahnhof Streckenende | 171,94                    | Locarno Endpunkt S 20                        | 205 m ü. M.                                  |
| Tunnelende |                           | FART nach Domodossola                        | FART nach Domodossola                        |

Die Bahnstrecke Giubiasco–Locarno wurde von der Gotthardbahn-Gesellschaft (GB) erbaut und am 20. Dezember 1874 als Teil der «Tessiner Talbahnen» eröffnet. Mit Verstaatlichung der Gotthardbahn wechselte die Strecke per 1. Mai 1909 ins Eigentum der Schweizerischen Bundesbahnen (SBB).

## Geschichte

### Gotthardbahn-Gesellschaft

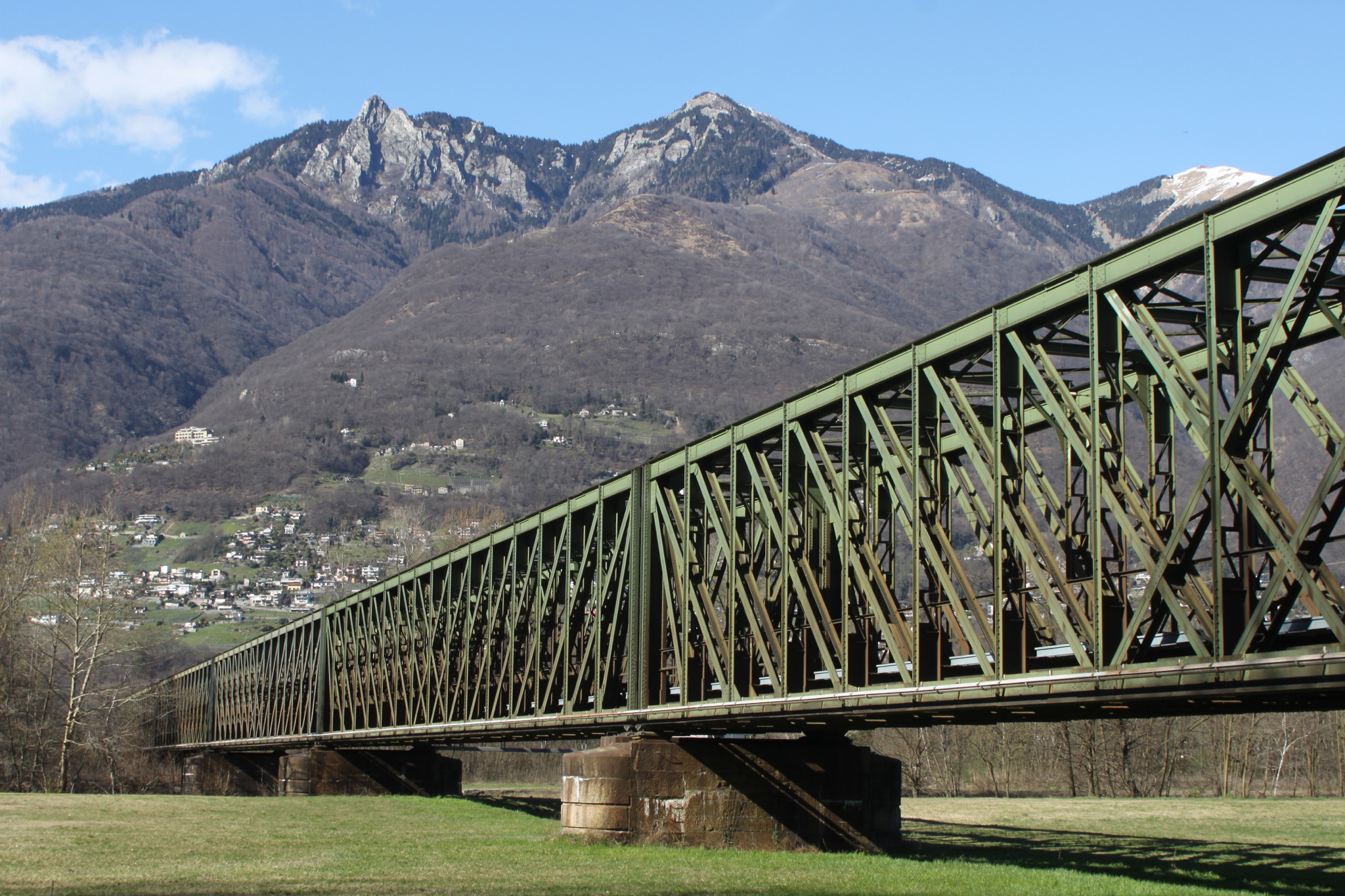
Das bedeutendste Bauwerk der Strecke ist die 256 Meter lange Brücke über den Ticino.

Nach Gründung der Gotthardbahn-Gesellschaft im Dezember 1871 konnte 1872 mit dem Bau der Gotthardbahnstrecken begonnen werden. Im Gegensatz zur aufwändigen Hauptstrecke im Alpenraum kam man in den Talböden im Kanton Tessin mit dem Bau deutlich schneller voran. Im Sopraceneri umfasste die Konzession der Gotthardbahn unter anderem eine Stichstrecke durch die Magadinoebene nach Locarno, die nach kurzer Bauzeit bereits Ende 1874 fertiggestellt war.
Am 6. Dezember 1874 wurde der Abschnitt Biasca–Bellinzona eröffnet, wenige Tage später, am 20. Dezember, folgte der Abschnitt Bellinzona–Giubiasco–Cadenazzo–Locarno in der Magadinoebene. Diese Strecke blieb über sieben Jahre lang ein Inselbetrieb ohne Anschluss zu einer anderen Normalspurstrecke. Der Anschluss zur Talbahn Lugano–Chiasso im Sottoceneri über den Monte Ceneri wurde erst am 10. April 1882 als Teil der Gotthardbahn-Hauptstrecke Immensee–Chiasso eröffnet, auf der am 1. Juni 1882 der Vollbetrieb aufgenommen wurde.
Der Talbahnabschnitt Biasca–Bellinzona–Giubiasco wird seither der GB-Hauptstrecke zugerechnet, während der Abschnitt Giubiasco–Locarno als GB-Nebenstrecke aufgefasst wird. Letzterer setzt die Kilometrierung ab Immensee fort – dem «Kilometer Null» der Gotthardbahn. Eine zweite grenzüberschreitende Strecke zwischen dem Gotthard und Italien wurde am 4. Dezember 1882 eröffnet; sie zweigt bei Cadenazzo von der Strecke Giubiasco–Locarno ab und führt von dort entlang dem linksseitigen Ufer des Lago Maggiore ins knapp 30 Kilometer entfernte Luino.
1898 reichte Francesco Balli, Stadtpräsident von Locarno, das Konzessionsgesuch für die Weiterführung der Bahnstrecke von Bellinzona nach Locarno am rechtsseitigen Ufer des Lago Maggiore nach Italien ein. Geplant waren ein Tunnel vom bisherigen Endbahnhof (auf dem Gebiet der Gemeinde Muralto) zu einer neuen Station Locarno im Westen der Stadt und ein weiterer Tunnel unter dem Monte Verità zum Seeufer bei Moscia. Wie der Bundesrat in seiner Botschaft an die Bundesversammlung für die Erteilung der Konzession ausführte, hätte der Linie grosse Bedeutung für den Verkehr vom Gotthard nach dem Piemont und der Riviera zukommen sollen. 1913 wurde die Konzession erneuert. Der Ausbruch des Ersten Weltkrieges vereitelte die Realisierung des Projekts.

### Schweizerische Bundesbahnen

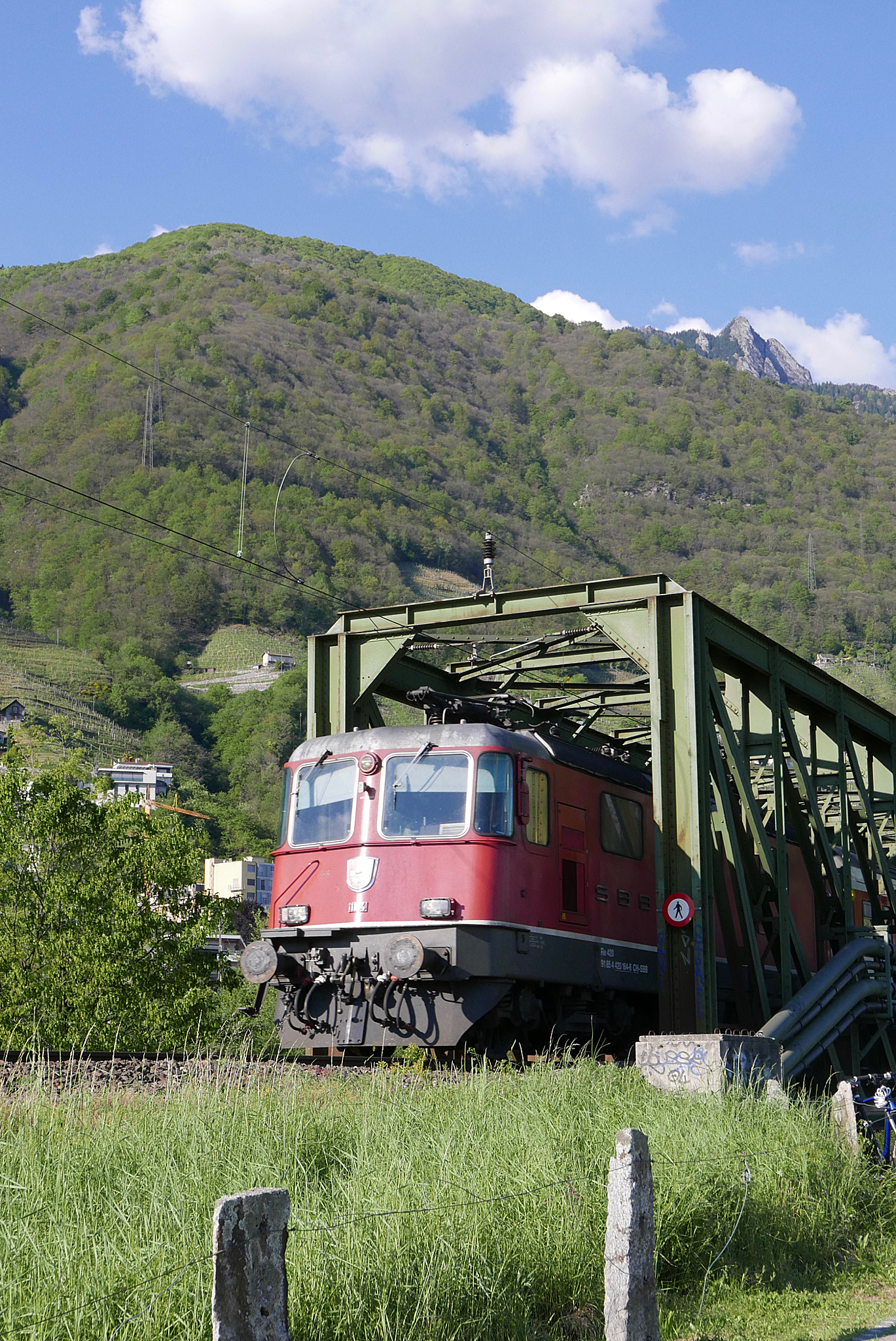
InterRegio mit SBB Re 4/4 II auf der Verzasca-Brücke im Jahr 2016

Die Gotthardbahn-Gesellschaft wurde per 1. Mai 1909 verstaatlicht, womit auch das gesamte GB-Streckennetz ins Eigentum der Bundesbahnen wechselte. Unter den SBB erfolgte die Elektrifizierung der Strecke mit Einphasen-Wechselstrom 15 Kilovolt 16⅔ Hertz. Der elektrische Betrieb wurde am 15. Mai 1936 aufgenommen. Der Abschnitt Giubiasco–Cadenazzo, der sowohl von Zügen nach Locarno wie auch von jenen nach Luino befahren wird, wurde auf Doppelspur ausgebaut. Das zweite Gleis kam am 17. Mai 1953 in Betrieb.

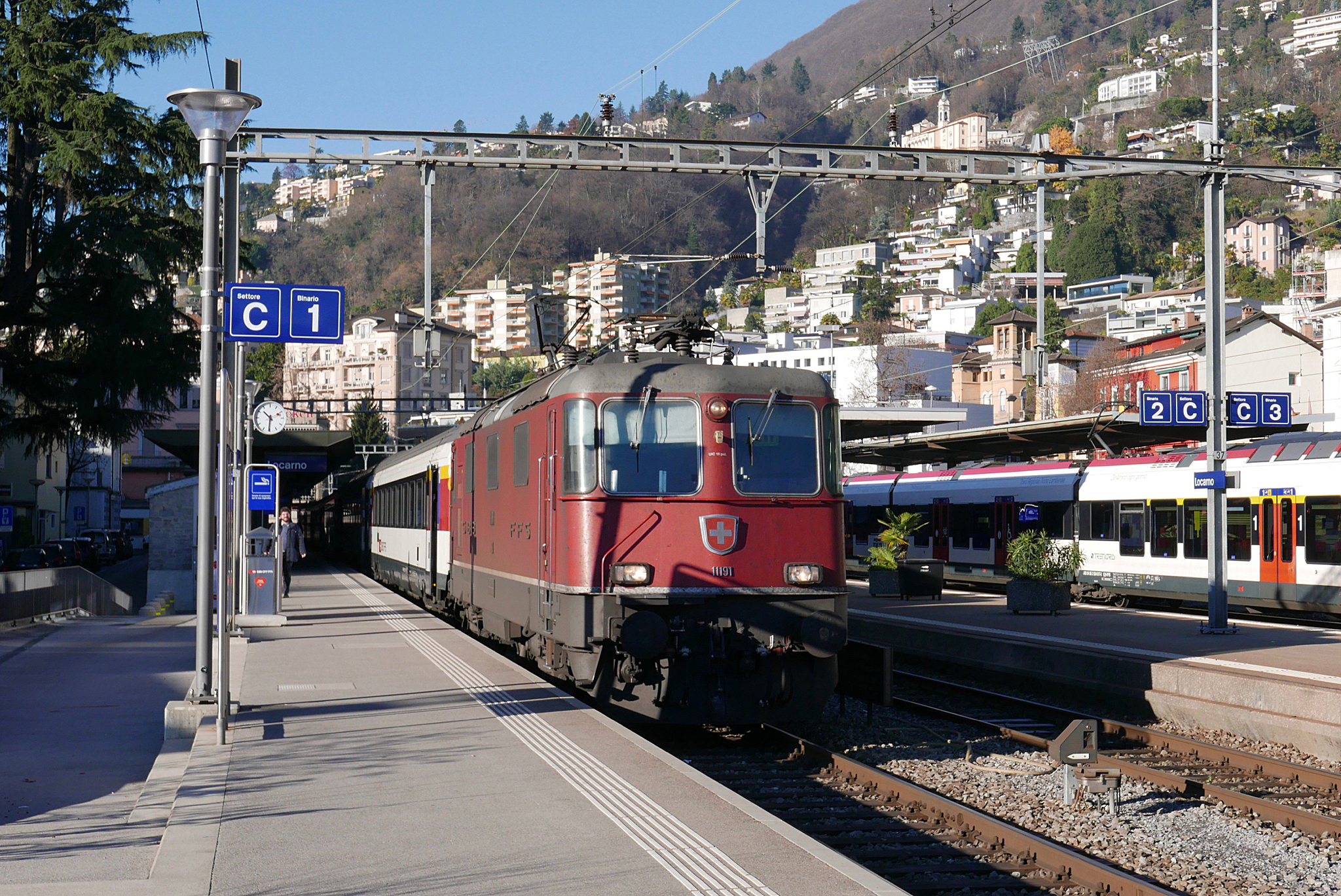
Bahnhof Locarno mit InterRegio und S-Bahn von TILO, 2016

Zwischen den Stationen Tenero-Gordola und Locarno wurde am 23. März 1980 auf rund 1 km Länge eine neue Streckenführung in Betrieb genommen. Die Strecke wurde dabei bergwärts verlegt und etwas verlängert. Mit der Streckenverlegung entstanden auch die beiden zugehörigen Kunstbauten, die Mappobrücke und der Rocca-Bella-Tunnel.

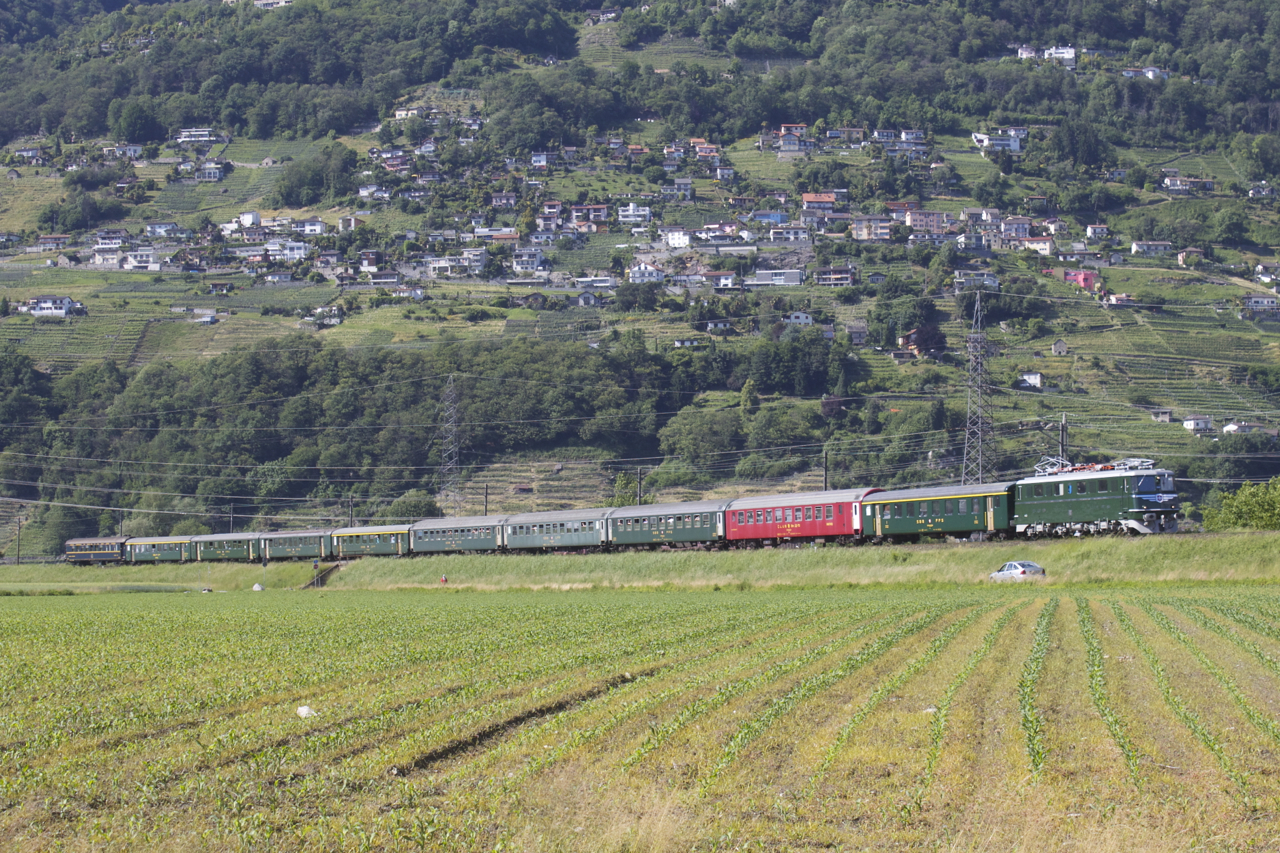
Historischer Zug mit SBB Ae 6/6 in der Magadinoebene

Nach der Jahrtausendwende investierten die SBB, der Kanton Tessin und die Anliegergemeinden 18 Millionen Franken in die Strecke. Sämtliche Bahnhöfe wurden modernisiert und die Perrons auf 55 Zentimeter erhöht. 2003 nahmen die SBB in Cadenazzo ein neues elektronisches Stellwerk in Betrieb. 2009 wurde der Bahnhof Riazzino-Cugnasco im Personenverkehr durch einen Haltepunkt Riazzino rund 900 Meter westlich ersetzt. Die dortigen Signal- und Sicherungsanlagen sind über Kupferkabel an das elektronische Stellwerk in Cadenazzo angeschlossen. Die Anlagen in Locarno und Tenero sind an einer Aussenstelle in Locarno angeschlossen, die über Lichtwellenleiter vom Stellwerk Cadenazzo gesteuert wird. Auf den Fahrplanwechsel vom 10. Dezember 2023 wurde die Station Minusio eröffnet.
Die Bahnstrecke nach Locarno wurde traditionell auch von Schnellzügen bedient. Während die schnellen InterCity-Verbindungen und die grenzüberschreitenden EuroCity-Züge – der sogenannte «hochwertige» Personenverkehr – der Hauptstrecke nach Lugano–Chiasso vorbehalten sind, verkehrten nach Locarno stündlich InterRegio (IR) mit Zwischenhalt in Cadenazzo. Dabei handelte es sich um die beiden zweistündlich verkehrenden IR-Zugslinien Basel–Luzern–Locarno und Zürich–Zug–Locarno, die sich auf dem Gotthardbahn-Abschnitt Arth-Goldau–Bellinzona–Locarno überlagerten und dort einen Stundentakt ergaben. Mit der Inbetriebnahme des Gotthardbasistunnels im Dezember 2016 gaben die SBB ihre InterRegio nach Locarno auf.

## Betrieb

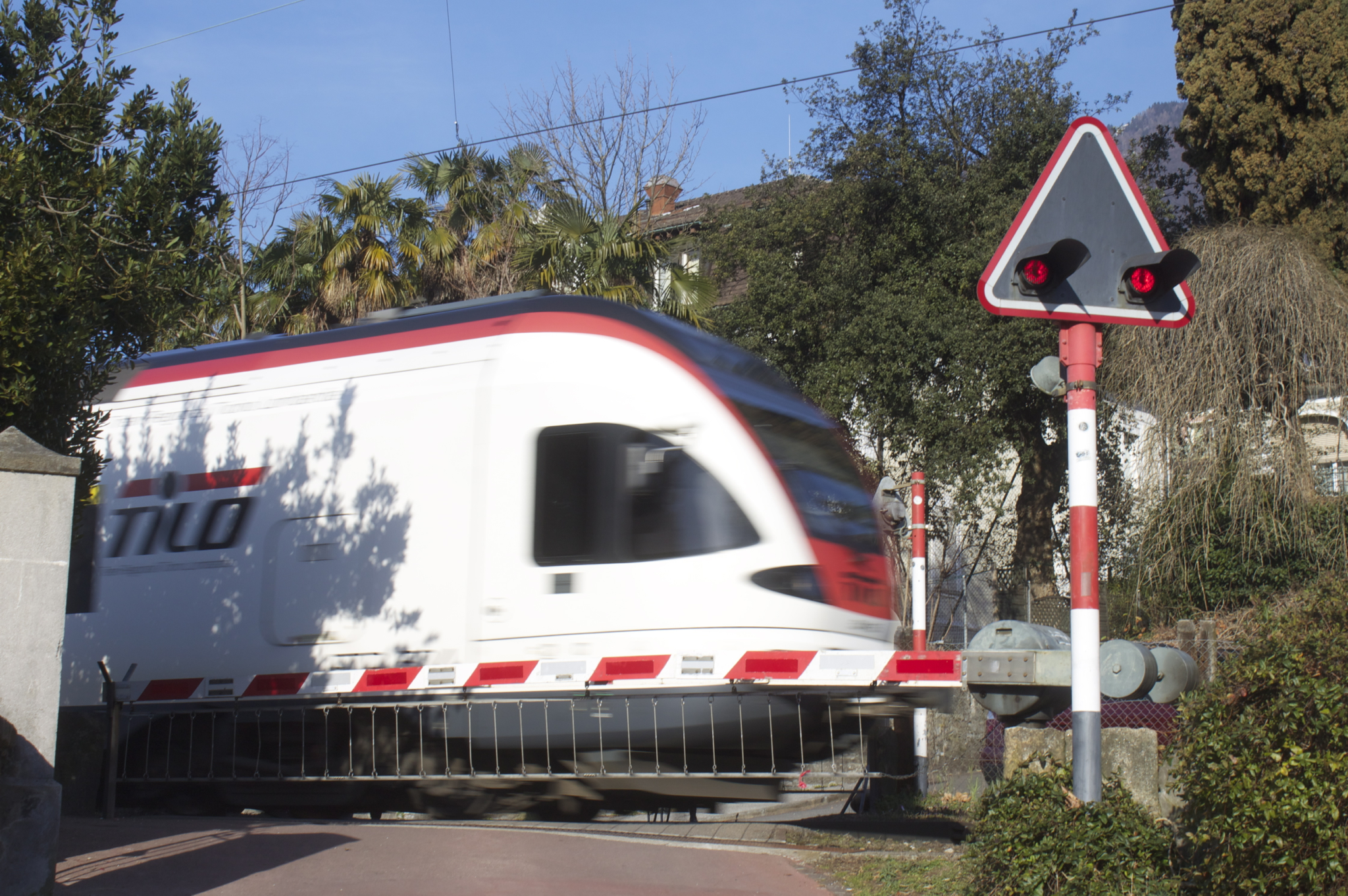
S20 in Minusio

Seit dem 5. April 2021 werden Locarno, Tenero und Cadenazzo stündlich vom Treno Gottardo der Schweizerische Südostbahn bedient. Mit diesem InterRegio wurde die bis zur Eröffnung des Gotthard-Basistunnels bestehende Verbindung von Zürich und Basel über die Gotthard-Bergstrecke in das Tessin wiederhergestellt.
Der Regionalverkehr wird seit 2004 als Teil der S-Bahn Tessin vermarktet und vom SBB-Tochterunternehmen TILO betrieben. Die halbstündlich verkehrende S20 Bellinzona–Locarno bedient dabei alle Haltepunkte. Die grenzüberschreitende S30 Cadenazzo–Luino befährt den Abschnitt Giubiasco–Cadenazzo mit einzelnen Direktverbindungen von und nach Bellinzona. Seit der Inbetriebnahme des Ceneri-Basistunnels im Dezember 2020 gibt es halbstündliche RegioExpress von Locarno nach Lugano und zum Teil weiter nach Italien.
Übersicht:
- 26 Basel SBB – Luzern –  Göschenen – Locarno  FS  (Treno Gottardo)
- 46 Zürich HB – Göschenen – Locarno  FS  (Treno Gottardo)
- RE 80 Locarno – Cadenazzo – (Ceneri-Basistunnel –) Lugano – Mendrisio – Chiasso – Como San Giovanni – Monza – Milano Centrale
- S 20 Castione-Arbedo – Bellinzona – Giubiasco – Cadenazzo – Locarno
- S 30 (Bellinzona – Giubiasco –) Cadenazzo – Luino – Gallarate